# سيدوني مذرسيل
سيدوني كاميل مذرسيل (بالإنجليزية: Cydonie Camille Mothersille) هي عدائة مسافات قصيرة كايمانية ولدت في يوم 19 مارس 1978 في جامايكا، إختصت بسباقات ال100 متر و200 وأبرز إنجازاتها هو فوزها بالميدالية البرونزية في بطولة العالم لألعاب القوى 2001 في إدمونتون في كندا في سباق 200 متر، كما فازت بالميدالية الذهبية في سباق 200 متر في دورة ألعاب الكومنولث 2010 في دلهي.

## روابط خارجية
- سيدوني مذرسيل على موقع الاتحاد الدولي لألعاب القوى (الإنجليزية)
- سيدوني مذرسيل على موقع الدوري الماسي (الإنجليزية)
- سيدوني مذرسيل على موقع أوليمبيديا (الإنجليزية)
- سيدوني مذرسيل على موقع اتحاد ألعاب الكومنولث (مؤرشف) (الإنجليزية)
- سيدوني مذرسيل على موقع دورة ألعاب الكومنولث 2006 (مؤرشف) (الإنجليزية)